# Qu'est-ce que la littérature ?
Qu'est-ce que la littérature ? est un essai de Jean-Paul Sartre, publié en 1948.

## Historique
Publié pour la première fois, en plusieurs parties, à partir de 1947, dans la revue Les Temps modernes dirigée par Sartre, l'essai retouché constitue en 1948 le volume Situations II chez Gallimard.
Depuis 2010, une nouvelle édition des Situations est entreprise par Arlette Elkaïm-Sartre afin de publier dans l'ordre chronologique les textes de Sartre dont certains ne figuraient pas dans les Situations. Qu'est-ce que la littérature ? ne figure plus dans l'édition de 2012 de Situations II qui a pour sous-titre septembre 1944 - décembre 1946 mais dans l'édition Situations III de 2013.
L'essai est un manifeste de la  conception sartrienne de la littérature engagée, conception qu'il défend contre ses critiques. Sartre y répond aux trois questions suivantes : « Qu'est-ce qu'écrire ? », « Pourquoi écrire ? », « Pour qui écrit-on ? ».

## Résumé

### Qu’est-ce qu'écrire?
La première question posée par Sartre concerne la définition de l’acte d’écrire est formulée de la manière suivante: « Qu'est-ce qu'écrire ? ». 
L’auteur va tout d’abord esquisser une réponse en considérant ce qu’écrire n’est pas : écrire n’est pas peindre, écrire n’est pas composer de la musique. En effet, contrairement au peintre ou au musicien qui se contentent de présenter les choses et de laisser le spectateur y voir ce qu’il veut, l’écrivain, lui, peut guider son lecteur. La chose présentée n’est plus alors seulement chose, mais devient signe.
Une fois que l’écriture a été distinguée des autres formes d’art, Sartre peut passer à l’étape suivante, c’est-à-dire à la distinction, au sein même de l’écriture, de la prose et de la poésie, un point capital dans sa réflexion. On peut résumer la distinction par la formule suivante bien connue: « La prose se sert des mots, la poésie sert les mots ». La poésie considère le mot comme un matériau, tout comme le peintre sa couleur et le musicien les sons. La démarche du prosateur est complètement différente. Pour lui, les mots ne sont pas des objets, mais désignent des objets. Le prosateur est un parleur et « parler, c’est agir » . En effet, en parlant, on dévoile, et, dernière étape du raisonnement, « dévoiler, c’est changer » .
Par cette distinction entre prose et poésie, Sartre a répondu à la question fondamentale du chapitre : écrire, c’est révéler. Révéler, c’est faire en sorte que personne ne puisse ignorer le monde et, dernier pas, si on connaît le monde, on ne saurait s’en dire innocent– c’est exactement la même situation que nous avons avec la loi, que chacun doit connaître afin de répondre ensuite de ses actes.
Après avoir parlé du fond qui définit ce que c’est qu’écrire, Sartre en vient à la forme. Le style, insiste-t-il, s’ajoute au fond et ne doit jamais le précéder. Ce sont les circonstances et le sujet que l’on désire traiter qui vont pousser l’écrivain à chercher de nouveaux moyens d’expression, une langue neuve, et non l’inverse. 
À la fin du chapitre, Sartre revient sur l’idée d’engagement, idée sur laquelle il avait commencé son ouvrage en expliquant qu’on ne peut demander ni au peintre, ni au musicien de s’engager. L’auteur conclut que l’écrivain, lui, doit s’engager tout entier dans ses ouvrages. L’écriture doit être à la fois une volonté et un choix. Mais alors, si l’écriture est le fruit d’une décision, il faut à présent se demander pourquoi on écrit. Ce sera l’objet du chapitre suivant.

### Pourquoi écrire?
Pour Sartre, la littérature est, comme il l’a démontré dans son premier chapitre, un moyen de communication. Il s’agit maintenant de savoir ce que l’on veut communiquer, ce que résume la question posée en tête du chapitre : « Pourquoi écrire ? ».
Sartre commence par remonter à l’origine de l’écriture. «Un des principaux motifs de la création artistique est certainement le besoin de nous sentir essentiels par rapport au monde»  explique l’écrivain. On peut prendre pour exemple une situation toute simple : un homme regarde un paysage. Par ce geste, il le «dévoile» et il s’établit une relation qui n’existerait pas si l’homme n’était pas là. Mais l’homme est en même temps profondément conscient du fait qu’il est inessentiel par rapport à cette chose dévoilée. Il ne fait que la percevoir sans prendre part au processus de création. 
L’homme est aussi capable de créer. Mais alors, il va perdre cette fonction de «révélateur». L’objet produit répond à des règles que lui-même a mises en place et est par là entièrement subjectif; il sera par exemple impossible à l’écrivain de lire ce qu’il a écrit avec un regard extérieur. La situation est inversée par rapport à celle que nous avions avec le paysage: le créateur devient essentiel car sans lui, l’objet n’existerait pas, mais ce dernier est maintenant inessentiel. Nous avons certes gagné la création, qui n’était pas présente lors de la contemplation d’un paysage, mais nous avons perdu la perception. 
La clé du problème se trouve dans la lecture, laquelle va réaliser « la synthèse de la perception et de la création ». Pour que l’objet littéraire surgisse dans toute sa puissance, il faut qu’il soit lu: « c'est l'effort conjugué de l'auteur et du lecteur qui fera surgir cet objet concret et imaginaire qu'est l'ouvrage de l'esprit. Il n'y a d'art que pour et par autrui ». Dans la lecture, l’objet est essentiel car il impose ses structures propres, tout comme le faisait le paysage, et le sujet est essentiel car il est requis non plus seulement pour dévoiler l’objet, mais pour que cet objet soit absolument. L’objet littéraire, précise Sartre, n’est pas donné dans le langage, mais à travers le langage. Il mérite, pour être parachevé, d’être lu, d’être par là dévoilé et finalement créé. L’activité du lecteur est créatrice. Nous atteignons alors un cas unique: l’objet créé est donné comme objet à son créateur et le créateur a la jouissance de ce qu’il a créé.
Après avoir expliqué en quoi consistait l’opération d’écriture et de lecture, qui se complètent l’une l’autre, Sartre explore la relation particulière qui se développe entre l’auteur et son lecteur. Le premier ayant besoin du second afin que s’accomplisse ce qu’il a commencé, tout ouvrage littéraire est défini comme un appel et plus particulièrement un appel de l'auteur « à la liberté du lecteur, pour qu’elle collabore à la production de son ouvrage – sans lecteur, pas d’œuvre littéraire. Au centre de la relation entre auteur et lecteur, Sartre a ici placé le mot de « liberté ». Un pacte est scellé entre l’auteur et son lecteur : chacun reconnaît la liberté de l’autre. Le lecteur présuppose que l’écrivain a écrit en usant de la liberté dont est investi tout être humain (sinon l’œuvre entrerait dans la chaîne du déterminisme et ne serait pas intéressante), et l’auteur reconnaît à son lecteur sa liberté, laquelle est essentielle, comme nous l’avons vu, pour le parachèvement de l’œuvre. Voilà pourquoi la lecture peut être définie comme un exercice de générosité, chacun se donnant à l’autre dans toute sa liberté et exigeant de l’autre autant qu’il exige de lui-même.
Si l’on résume le processus, on peut dire que l’écrivain a fait un premier mouvement qui est celui de la récupération du monde, le donnant à voir tel qu’il est, mais cette fois comme s’il avait sa source dans la liberté humaine et non plus dans le pur hasard des choses. Le lecteur, lui, récupère et intériorise ce non-moi en le transformant en impératif que l’on peut résumer ainsi : « Le monde est ma tâche ». C’est ce processus d’intériorisation qui va provoquer chez le lecteur ce que Sartre appelle « une joie esthétique » C’est précisément lorsque cette joie paraît que l’œuvre s’accomplit. Chacun est gagnant et récompensé pour sa peine.
Mais on ne saurait s’arrêter là. Ce « dévoilement – création » doit également être un engagement, tout d’abord imaginaire, dans l’action. Et Sartre critique le réalisme dont la posture est celle de la contemplation – ce mot s’opposant clairement à l’action. Si l’écrivain, en nommant l’injustice, la crée aussi en quelque sorte, il doit vouloir en même temps la dépasser et il invite son lecteur à effectuer la même démarche. D’un côté l’écrivain, de l’autre le lecteur: nous voilà en présence des deux responsables de l’univers. 
Après l’évocation de la responsabilité, Sartre revient à la fin de son chapitre sur son idée centrale, celle de la liberté : « l'écrivain, homme libre s'adressant à des hommes libres, n'a qu'un seul sujet : la liberté. ». Par là, il montre qu’il a répondu à la question «Pourquoi écrire?» en proclamant que l’art de l’écriture est profondément lié à la liberté et par conséquent, s’aventurant sur le champ politique, à la démocratie : « Écrire, c'est une certaine façon de vouloir la liberté; si vous avez commencé, de gré ou de force vous êtes engagé ». Le mot est lâché: engagé. La question est maintenant de connaître son public afin de savoir où et comment s’engager. D’où la question du chapitre suivant : pour qui écrit-on?

### Pour qui écrit-on?
Le troisième chapitre va développer la relation fondamentale que constitue celle de l’écrivain et de son public, mais cette fois sous une perspective historique.
Sartre esquisse une première réponse à la question posée en tête du chapitre: « À première vue, cela ne fait pas de doute : on écrit pour le lecteur universel ; et nous avons vu, en effet, que l'exigence de l'écrivain s'adresse en principe à tous les hommes ». Toutefois, une restriction est immédiatement introduite. Certes, l’écrivain a souvent pour ambition d’atteindre par l’écriture une sorte d’immortalité car il aurait transcendé le moment historique dans lequel il vit en s’élevant à un niveau plus élevé. Cependant, insiste Sartre, l’écrivain se doit d’abord de parler à ses contemporains et à ceux qui vivent dans la même culture que lui. Il y a en effet entre eux une complicité et des valeurs partagées qui permettent une communication tout à fait particulière. C’est un contact historique, en tant qu’il fait partie de l’histoire et qu’il est inscrit dans l’histoire. L’écrivain joue alors un rôle de médiateur. Non seulement il est homme, mais en plus, il est écrivain, une position qu’il a choisie – alors qu’on ne choisit pas d’être juif, par exemple. La liberté, terme clé encore une fois, est à l’origine du geste. Mais une fois ce choix fait, la société va investir sur l’écrivain et lui poser des frontières, des exigences. D’où l’intérêt de la question de la relation entre l’écrivain et son public.
Sartre prend pour point de départ un exemple, celui de Richard Wright, écrivain noir des États-Unis qui avait pour ambition de défendre les droits de ses compatriotes opprimés. Deux points sont particulièrement intéressants. Wright s’adressait certes en premier lieu aux noirs cultivés, mais, à travers eux, il s’adressait en fait à tous les hommes. C’est bien en s’inscrivant dans l’histoire que l’écrivain va parvenir à faire ce saut tant désiré dans l’infini. Le deuxième point à relever chez Wright concerne la déchirure qui caractérisait son public : les noirs d’un côté, les blancs de l’autre. Ainsi, de chaque mot se dégage un double sens : il renverra à certains concepts pour le Noir, à d’autres pour le Blanc. 
À partir de cet exemple, Sartre va développer sa réflexion sur les relations entre l’écrivain et son public. Comme nous l’avons déjà vu, l’écrivain dévoile la société et celle-ci, se voyant et surtout se voyant vue, est placée devant un choix impératif : s’assumer ou bien changer. Voilà pourquoi on peut dire que l’écrivain a une fonction de parasite : il va à l’encontre de ceux qui le font vivre en attirant leur attention sur des situations face auxquelles ils préféreraient fermer les yeux. Ce conflit, à la base de la position de l’écrivain, peut être exprimé de la manière suivante : nous avons d’une part les forces conservatrices, ou public réel de l’écrivain, et les forces progressistes, ou public virtuel. La distinction entre public réel et public virtuel étant posée, Sartre va pouvoir esquisser une brève histoire des relations entre ces deux forces.
Notre auteur commence par le Moyen Âge. À cette époque, seuls les clercs savaient lire et écrire. Ces deux activités étaient considérées comme des techniques, tout comme celles de n’importe quel artisan. Le public de l’écrivain – si on ose l’appeler ainsi – est terriblement restreint : les clercs écrivent pour les clercs. Le but n’est pas de changer, mais de maintenir l’ordre. 
Le XVIIe siècle voit intervenir la laïcisation de l’écrivain, ce qui ne signifie pas, souligne Sartre, universalisation, puisque le public reste très limité. Celui-ci est actif : « on lit parce qu’on sait écrire » et on juge selon une table de valeurs précises. On a toujours une idéologie religieuse dominante, gardée par les clercs, laquelle s’est doublée d’une idéologie politique qui a aussi, comme Sartre les appelle, ses « chiens de garde ». Une troisième catégorie se dégage pourtant, les écrivains qui acceptent ces données religieuses et politiques parce qu’elles font partie du contexte, sans que l’on puisse dire qu’ils y soient complètement à leur service. Naturellement, ils ne se posent pas de questions sur leur mission, celle-ci est déjà tracée – contrairement à l’écrivain d’aujourd’hui, sur lequel on reviendra plus tard. Ce sont des classiques, c'est-à-dire qu’ils évoluent dans un monde stable où il ne s’agit pas de découvrir, mais de mettre en forme ce que l’on sait déjà. La société, ou plutôt devrait-on dire l’élite, car il n’y a qu’elle qui lit, « ne demande pas qu’on lui révèle ce qu’elle est, mais qu'on lui reflète ce qu’elle croit être ». « L’art du XVIIe siècle est éminemment moralisateur ». Sartre souligne toutefois que l’on peut déjà détecter un pouvoir libérateur dans l’œuvre puisque celle-ci doit avoir pour effet, à l’intérieur de la classe, de libérer l’homme de ses passions.
Le XVIIIe siècle marque un tournant dans l’histoire. Pour la première fois, l’écrivain va refuser l’idéologie des classes dirigeantes. Il faut dire que cette idéologie chancelle. La bourgeoisie montante, qui revendique ses propres valeurs, commence à faire dangereusement concurrence à une noblesse ruinée.  Or, cette bourgeoisie, pour accomplir sa révolution, a besoin de l’écrivain pour prendre conscience d’elle-même. En cette époque troublée, la conscience de l’écrivain, tout comme son public, est déchirée : on lui a appris qu’il lui fallait être reconnu par les grands de ce monde, les monarques, et il les voit en pleine décadence. Mais c’est justement grâce à ce conflit que l’écrivain va alors prendre conscience de sa position particulière au sein de la société et va s’identifier à l’Esprit, c'est-à-dire au pouvoir permanent de former et de critiquer des idées. 
L’écrivain et la bourgeoisie sont alors alliés pour revendiquer la liberté. Il est alors évident que la littérature fait acte (libérateur): Sartre s'indigne qu'il faille alors à Blaise Cendrars prouver qu' « un roman peut être aussi un acte ». L'appel lancé par l'écrivain à la bourgeoisie est « une incitation à la révolte ». Son public est à nouveau double comme pour Richard Wright : d'une part il témoigne face à la noblesse, d'autre part il « invite ses frères roturiers à prendre conscience d'eux-mêmes ».
Malheureusement, cette situation favorable ne va pas durer longtemps. Une fois que la bourgeoisie a atteint ses objectifs, elle veut qu’on l’aide à construire son idéologie, exactement comme le réclamait autrefois la noblesse. Comme au XVIIe siècle, la littérature est à nouveau réduite à la psychologie. On ne croit pas, ou plus, à la liberté. C’est le déterminisme qui prend le pas sur celle-ci. Mais l’écrivain n’accepte pas si facilement de retrouver sa situation servile d’antan. C’est alors dans ces années-là, après 1850, qu’un public virtuel commence à se dessiner. La littérature se veut abstraite et refuse de s’historiciser, d’appartenir à une classe. Pourtant, ironise Sartre, dans les faits, le seul public de l’écrivain, c’est cette bourgeoisie qu’il se plait tant à critiquer. S’il avait été conséquent avec lui-même, l’écrivain aurait alors pu commencer à s’intéresser au prolétariat, mais il refuse ce qu’il ressent comme un déclassement. 
La deuxième partie du XIXe siècle voit s’imposer une idéologie littéraire qui est celle de la destruction. Tout est à jeter à terre, y compris sa propre vie : on connaît l’usage que font les poètes de l’alcool et de la drogue... On dit trouver la perfection dans l’inutile, on refuse de moraliser et on aspire à une création absolue. Cette période de destruction va culminer avec l’avènement du mouvement surréaliste. Après avoir tout contesté, il ne restait à la littérature qu’à se contester elle-même et c’est bien ce qu’entreprennent les surréalistes qui se placent dans la Négation absolue, au-dessus de toutes les responsabilités et échappant par là au jugement. Voilà de quoi s’accommode très bien la bourgeoisie. Si la littérature est gratuite, c’est qu’elle est inoffensive. De plus, la bourgeoisie sait bien que l’écrivain a besoin d’elle, ne serait-ce que pour se nourrir et pour avoir quelque chose à détruire.  
La littérature est alors à une période de son existence où elle est aliénée, c’est-à-dire qu’elle n’est pas parvenue à sa propre autonomie et qu’elle reste moyen et non fin, et est également abstraite, parce qu’elle tient le sujet de l’œuvre comme indifférent. Si l’on retrace en quelques mots son parcours, on peut dire que la littérature était déjà aliénée et abstraite au XIIe siècle, lorsque les clercs écrivaient pour les clercs. La littérature est devenue ensuite concrète et aliénée, s’est libérée par la négativité mais est retombée dans l’abstraction pour devenir négativité abstraite puis enfin négativité absolue. La littérature a donc « tranché tous ses liens avec la société; elle n'a même plus de public »
Sartre résume en trois points la situation de l'écrivain de son époque :
1. Il est dégoûté du signe, préfère le désordre à la composition et par conséquent la poésie à la prose.
2. Il considère la littérature comme une expression parmi d’autres dans la vie et n’est pas prêt à sacrifier sa vie à la littérature.
3. Il est traversé par une crise de conscience morale car il n’arrive plus à cerner son rôle[23].

Que doit faire l’écrivain maintenant, afin de créer une situation d’équilibre dans laquelle le lecteur et l’auteur seraient chacun à leur place ? La réponse est claire: l’écrivain doit s’ancrer dans l’histoire, ce qui ne veut pas dire qu’il renonce à la survie. C’est en effet en agissant qu’il survivra. « Ainsi le public concret serait une immense interrogation féminine, l'attente d'une société tout entière que l'écrivain aurait à capter et à combler ». L’écrivain pourrait ainsi parler à tous ses contemporains, exprimer leurs joies et leurs colères. La littérature renfermerait la totalité de la condition humaine et deviendrait anthropologique. La littérature pourrait alors s’accomplir dans cette société qui serait en révolution permanente et donnerait à la collectivité la possibilité de se métamorphoser sans cesse. La littérature serait Fête et générosité. Cette utopie, car c’en est une, Sartre l’admet, permet de voir la littérature se manifester « dans  sa plénitude et dans sa pureté ». L’utopie est utile pour l’exemple, certes, mais elle a ses limites puisqu’elle ne représente aucunement ce qui se passe dans les années où Sartre écrit. Après avoir traité de la littérature de manière plutôt générale, Sartre se doit maintenant de devenir plus concret en s’attachant à décrire la situation présente de l’écrivain en 1947.

### Situation de l'écrivain en 1947
Sartre, toujours intéressé par l’histoire, tient à faire comprendre la situation de son époque en regardant un peu en arrière et notamment en distinguant les trois dernières générations d’écrivains français – car c’est à eux qu’il s’intéresse – qui se sont succédé depuis le début du siècle. 
La première génération est composée d’auteurs qui ont commencé à produire avant la guerre de 1914 et qui ont achevé leur carrière aujourd’hui. Ce sont les premiers qui ont tenté une réconciliation entre la littérature et le public bourgeois. Eux-mêmes étaient bourgeois et ne tiraient pas leurs revenus de la littérature, mais plutôt de leurs biens (terres, commerce…). Ces écrivains étaient des hommes du monde, ils avaient des obligations professionnelles, des obligations envers l’État, ils participaient à la société en consommant et en produisant. Et, comme le résumait l’un d’entre eux que Sartre se permet de citer tout en précisant que ce concept est bien loin de la philosophie qu’il prône: «Il [fallait] faire comme tout le monde et n’être comme personne».
La deuxième génération est celle qui commence à publier après 1918. C’est l’âge du surréalisme. Le mouvement est accompli en deux temps : l’objectivité est d’abord détruite, puisque la réalité est disqualifiée, mais ensuite la subjectivité va être anéantie à son tour, notamment par la technique de l’écriture automatique, pour atteindre une sorte d’objectivité mystérieuse.
Sartre tient à souligner que la destruction reste complètement virtuelle. Lorsque les surréalistes se rallient aux communistes, lesquels prônent également une idéologie de la destruction, ils ne voient pas que pour les communistes, il s’agit d’un moyen pour la prise du pouvoir, alors que pour les membres du mouvement littéraire, la destruction est une fin en soi et le prolétariat n’a pas de sens à leurs yeux, puisqu’ils aspirent à sauter hors de la condition humaine. 
On en vient maintenant à la troisième génération, « la nôtre »  dit Sartre. L’auteur tient à montrer dans quel contexte historique celle-ci est arrivée à l’âge d’homme. Le tournant s’est fait dans les années 1930 lorsque les hommes, soudainement, ont pris conscience de leur historicité. Quand la menace de la guerre est bien réelle et promet des années terribles, les hommes se rendent compte de l’importance du monde matériel. Les écrivains ne peuvent plus se permettre d’écrire pour des âmes vacantes qui s’amusent de jeux littéraires abstraits, il faut maintenant parler de ce qui attend les hommes de cette époque, la guerre et la mort. Le mal prend ses allures les plus concrètes, par exemple avec la pratique de la torture.
Sartre s’attarde sur l’expérience des hommes français pendant la guerre et notamment pendant l’occupation allemande. Sous la torture (une menace permanente pour le résistant de ces années-là), l’homme est mis face à un dilemme: soit il se tait, et alors il est un héros, soit il parle, et alors il est un lâche. C’est lorsque le résistant choisit le premier extrême que l’homme naît en lui. Comment parler de cette expérience ? Il faut créer une nouvelle littérature qui réconcilie l’absolu métaphysique et la relativité du fait historique. Ou bien, autrement dit, la littérature doit se poser la question suivante : comment peut-on se faire homme dans, par, et pour l’histoire ? L’homme a perdu ses points de repère. Celui qui lutte dans la résistance ne sait pas ce qui l’attend le lendemain, il est dans le doute, dans l’attente, dans l’inachevé. Voilà ce qui va pousser les hommes à écrire une littérature de situation qui rende compte de l’inquiétude du présent.
La fin de la Deuxième Guerre mondiale ne ressemble pas à celle de 1918 qui s’était terminée dans un esprit festif après la victoire et qui voyait sous ses yeux une fantastique reprise économique. En 1945, la littérature a décidé de refuser de lier son destin à la société de consommation, dont l’équilibre est trop précaire. Avec la guerre, l’homme a appris qu’écrire, c’est « exercer un métier, un métier qui exige un apprentissage, un travail soutenu, de la conscience professionnelle et le sens des responsabilités ». Si la guerre de 14 avait provoqué une crise du langage, la guerre de 1940 le revalorise. Lorsque chaque mot peut coûter une vie, explique Sartre, on les économise, on va au plus pressé. Le langage retrouve une fonction utilitaire.
Après le tracé historique, Sartre tente de cerner la situation de l’écrivain au sortir d’une guerre qui laisse comme conséquence un monde déchiré entre capitalisme et communisme : jamais l’homme n’a été aussi conscient du fait qu’il faisait l’histoire et paradoxalement, jamais il ne s’est senti aussi impuissant devant l’histoire. Pour répondre à ce paradoxe, il faut s’interroger sur l’interaction entre être et faire. « Est-ce qu’on fait ? se demande Sartre, est-ce qu’on se fait ? ». Ces questions tourmentent l’écrivain comme le lecteur. Sa réponse est que le faire est révélateur de l’être. L’écrivain ne va plus donner à voir le monde, comme les impressionnistes le faisaient, par exemple, mais va vouloir le changer. C’est par là qu’on accédera à la connaissance la plus intime de notre monde. Autrement dit : abandonnons la littérature de l’exis, définie comme état passif de la contemplation, pour celle de la praxis, définie comme action dans l’histoire et sur l’histoire. Toutefois, à long terme, il faut viser une synthèse entre praxis et exis, entre négativité et construction afin d’atteindre la littérature totale. 
Après avoir expliqué ce que doit être l’écriture aujourd’hui, il faut maintenant voir plus précisément à qui l’on s’adresse. « Au moment même où nous découvrons l'importance de la praxis, au moment où nous entrevoyons ce que pourrait être une littérature totale, notre public s'effondre et disparaît, nous ne savons plus, à la lettre, pour qui écrire »  explique Sartre. Le public n’est plus celui d’autrefois, il peut s’élargir et, étonnamment, les écrivains sont aujourd’hui plus connus qu’ils ne sont lus, cela notamment en raison des nouveaux moyens de communication, les médias de masse que sont la radio et le cinéma. Si l’on s’attache à décrire la situation concrète, on voit que l’écrivain a face à lui une bourgeoisie en pleine décadence. Ses valeurs de travail et de propriété se sont effondrées et elle est entrée dans ce que Sartre appelle « la conscience malheureuse ». Ce sont eux, pourtant, qui aujourd’hui forment le principal, si ce n’est le seul public de l’écrivain. Mais que peut faire l’écrivain pour cette classe, si ce n’est refléter cette « conscience malheureuse » ? Il doit plutôt profiter du pouvoir d’élargissement de son public qui lui est proposé. L’ouvrier de 1947, souligne Sartre, n’est pas celui d’il y a un siècle en arrière, il lit les journaux et écoute la radio. Il est donc possible pour l’écrivain de l’atteindre, de lui parler, de refléter ses colères et ses revendications. Sartre apporte encore une précision importante en soulignant que l’écrivain ne doit pas offrir ses services au parti communiste. Son œuvre risquerait de devenir moyen et non plus fin et d’entrer ainsi dans une chaîne où ses principes lui viendraient de l’extérieur. 
À la fin de son ouvrage, Sartre en vient aux prescriptions pour les écrivains de son temps. Il résume ce qu’il faut faire en trois points:
1. « D'abord recenser nos lecteurs virtuels, c'est-à-dire les catégories sociales qui ne nous lisent pas mais qui peuvent nous lire » . Sartre déplore le fait qu’il est difficile de pénétrer chez les instituteurs et les paysans. La petite bourgeoisie, méfiante et de tendance fasciste, n’est accessible qu’en partie. La situation n’est pas idéale, certes, mais il faut s’en accommoder[27].
2. Après avoir cerné un public possible, il faut se demander comment faire de lui des lecteurs en puissance, c’est-à-dire de vrais lecteurs, caractérisés par leur liberté, et qui s’engageraient comme l’écrivain le fait. Sartre refuse de vulgariser, mais encourage par contre l’utilisation des médias de masse : il ne s’agit pas d’adapter des œuvres déjà existantes, mais bien d’écrire directement pour le cinéma et les ondes. Le but serait d’arriver à un point où le public ait besoin de lire et où l’écrivain serait alors indispensable. «  Alors l’écrivain se lancera dans l’inconnu» : il va parler à des gens à qui il n’a jamais parlé et refléter leur souci[28].
3. Une fois que l’écrivain aura regagné un public, c’est-à-dire « une unité organique de lecteurs, d’auditeurs et de spectateurs », il faut passer à l’étape suivante, c’est-à-dire à celle de transformation des hommes et du monde. Les lecteurs ont aujourd’hui une connaissance de l’être humain comme exemplaires singuliers de l’humanité, ils doivent accéder à un « pressentiment de leur présence charnelle au milieu de ce monde-ci ».  Les lecteurs ont ce que l’on peut appeler une bonne volonté abstraite, ils doivent la concrétiser afin que celle-ci s’historialise et se transforme en revendications matérielles[29].

Le public est double : le premier épuise sa bonne volonté dans des rapports de personne à personne sans visée globale ; le deuxième, parce qu’il appartient aux classes opprimées, tente d’obtenir par tous les moyens une amélioration matérielle de son sort. L’enseignement n’est pas le même pour les deux : aux premiers, il faut apprendre que le règne des fins ne peut se réaliser sans Révolution et aux autres que la révolution n’est concevable que si elle prépare le règne des fins. Sartre résume : « En un mot, nous devons dans nos écrits militer en faveur de la liberté de la personne et de la révolution socialiste ». C’est à partir de cette tension que se réalisera l’unité du public. Car si la bourgeoisie ne se préoccupe pas du prolétariat, l’écrivain, lui, est pleinement conscient de son appartenance à la condition humaine et donc à ces deux groupes. Certes, l’écrivain pourrait tendre à une littérature pure, mais alors, il s’éloignerait du prolétariat et reviendrait à une littérature entièrement bourgeoise. Inversement, il pourrait également renier ses valeurs bourgeoises, mais alors son projet d’écrire serait entièrement discrédité. Il n’a d’autre choix que de surmonter l’opposition et la littérature dit que c’est possible, puisque la littérature est liberté totale, une liberté qui doit se manifester chaque jour. 
Après avoir indiqué la route à suivre pour tout écrivain de son époque, Sartre précise encore les deux aspects sous lesquels doit se présenter un ouvrage littéraire : celui de la négativité et celui de la construction. 
La négativité, tout d’abord, implique une analyse approfondie de chaque notion afin de distinguer ce qui lui revient en propre et ce qui a été ajouté par l’oppresseur. Dans ce domaine, c’est surtout un travail sur le langage qu’il faut entreprendre. «La fonction de l’écrivain est d’appeler un chat un chat. Si les mots sont malades, c’est à nous de les guérir». C’est une opération critique qui demande l’engagement de l’homme tout entier.
Cependant, la critique ne suffit pas. On ne se bat plus contre une seule idéologie, comme c’était le cas en 1750, mais on est pris entre de multiples idéologies. Voilà pourquoi il faut ajouter l’idée de la construction, ce qui ne veut pas dire, précise Sartre, qu’il faille créer une nouvelle idéologie. En effet, à chaque époque, c’est la littérature tout entière qui est l’idéologie et cela parce qu’elle constitue la totalité synthétique et souvent contradictoire de tout ce que l’époque a pu produire. Le temps n’est plus à la narration ou à l’explication, mais à une perception qui soit en même temps action puisqu’elle révèle aux gens ce qu’est le monde et le pousse à le changer, comme nous l’avons vu au premier chapitre: «L’homme est à inventer chaque jour». 
En résumé, nous dit Sartre, la littérature d’aujourd’hui doit être problématique et morale – morale, souligne notre auteur, non pas moralisatrice. La littérature doit montrer que l’homme est valeur et que les questions qu’il se pose sont toujours morales. Et Sartre de conclure: « Bien sûr, le monde peut se passer de la littérature. Mais il peut se passer de l’homme encore mieux ».

## Réception critique
Cet ouvrage a été traduit en anglais, en japonais, en allemand, en espagnol, en turc et en grec moderne. Il a été abondamment lu et commenté dans les années qui ont suivi sa publication. Dans un article publié en 2007, Eric Gans estime cependant que les préoccupations de Sartre dans cet ouvrage sont devenues totalement étrangères au contexte créé par la déconstruction et les Cultural studies ainsi que, à une date plus récente, par les Études post-coloniales.